# Mostra d'acqua
Per Mostra d'acqua si intende la fine di un Acquedotto romano e spesso identificato con una grande fontana.
Il termine "Mostra" indica la grandiosità dell'opera, praticamente un mastodonte, costruita per dare magnificenza allo sbocco dell'acqua dalla condotta ed erano spesso costruite da famosi artisti su ordine dei papi.

## Mostre romane
Alcune mostre, tra le più famose sono:
- Mostra terminale dell'Acquedotto Felice è la Fontana del Mosè
- Mostra terminale dell'Acquedotto dell'Acqua Paola è il Fontanone del Gianicolo
- Mostra terminale dell'Acqua Vergine è la Fontana di Trevi
- Mostra terminale dell'Acquedotto del Peschiera è la Fontana di Piazzale degli Eroi
- Mostra terminale dell'Acqua Marcia è la Fontana delle Najadi